# Banc de sable
Pour les articles homonymes, voir Banc et Banc de Sable (homonymie).

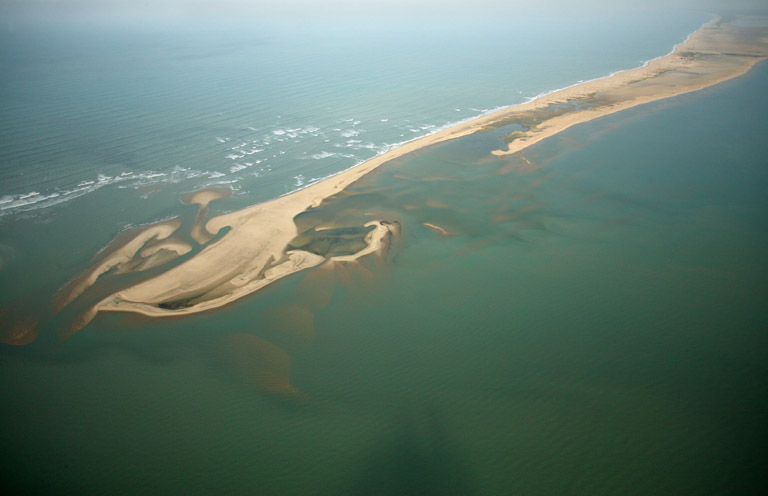
L'île de Danush Kodi, un banc de sable du pont d'Adam, en Inde, face au Sri Lanka.

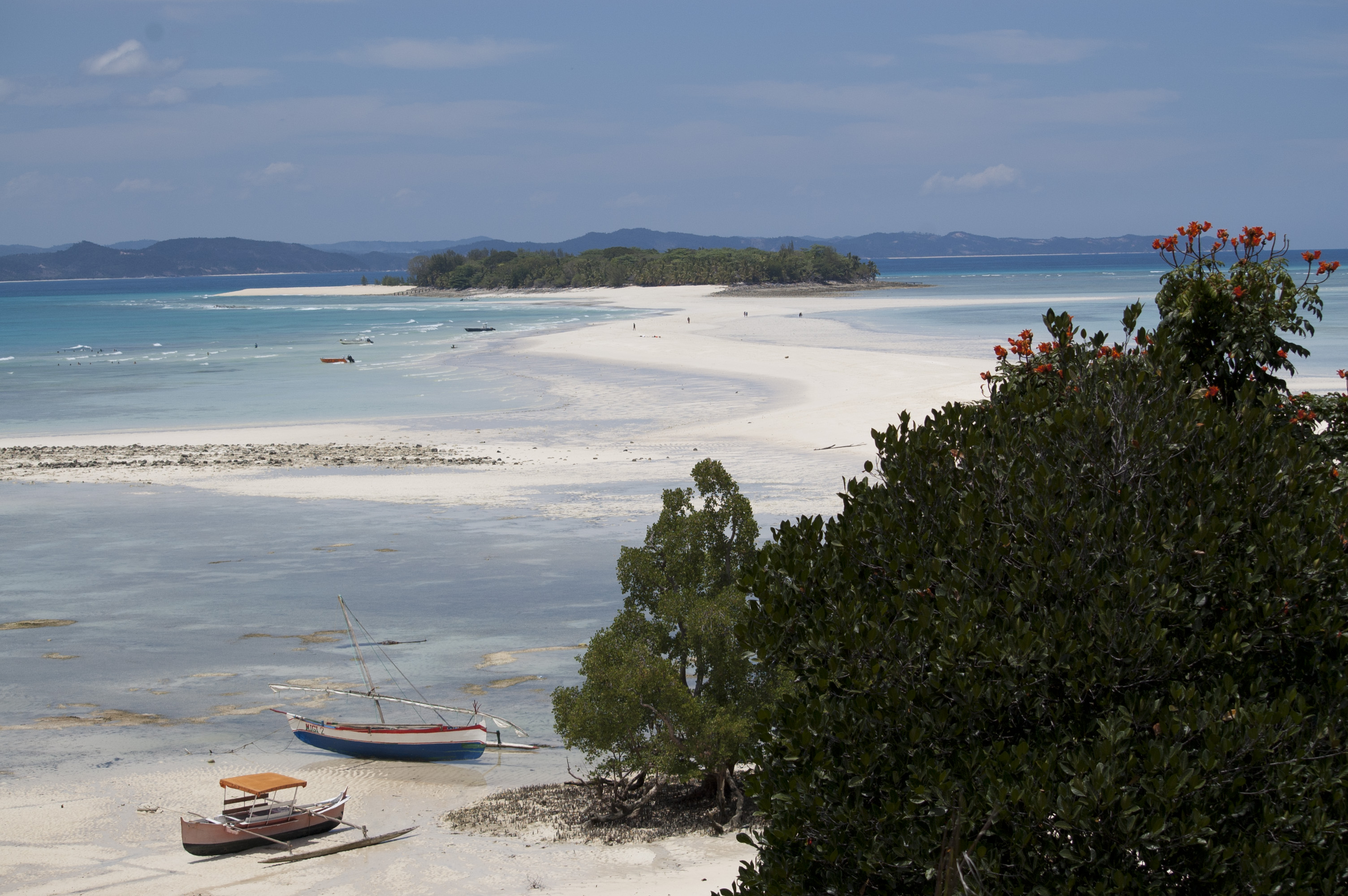
Banc de sable entre Nosy Iranja Be et Nosy Iranja Kely
(Nosy Iranja, Madagascar).

Un banc de sable est une accumulation de matériau sédimentaire (de sable, mais aussi de gravier ou de vase) le long du littoral (haut-fond, îlot dans une lagune) ou dans le lit d'un cours d'eau, formée par le jeu de l'érosion et de la redéposition de sédiments. Temporaires ou permanents, ces bancs sont situés au-dessus de l'eau ou à faible profondeur sous la surface. Ils résultent aussi de l'action combinée des vents, des vagues, des courants marins ou fluviaux ou de l'hétérogénéité des substrats du fond.
La position d'un banc de sable est variable dans le temps, sujette aux aléas météorologiques et aux courants. Ils contribuent à atténuer la force des vagues et à l'hétérogénéité des milieux, notamment par les turbulences et contre courants induits par le banc.
Ce sont des habitats naturels particuliers utilisés en mer comme reposoirs par les phoques, morses, et partout par divers oiseaux qui peuvent aussi s'y nourrir.

## Bancs en drapeau
Les bancs en drapeau (banner banks) sont des bancs de 5 à 30 km et de 1 à 2 km, qui, dans les environnements tidaux sableux, se forment près des caps et sous leur influence hydrosédimentaire. Ce sont des bancs uniques ou parfois doubles et plus ou moins symétriques.
La houle joue un rôle important dans leur genèse et leur comportement, que des modèles numériques cherchent à approcher, via des modules hydrodynamiques de circulation tridimensionnelle de marée et de génération, propagation et dissipation de houle et des modules de transport sédimentaire ainsi que d'évolution morphologique.

## Barre

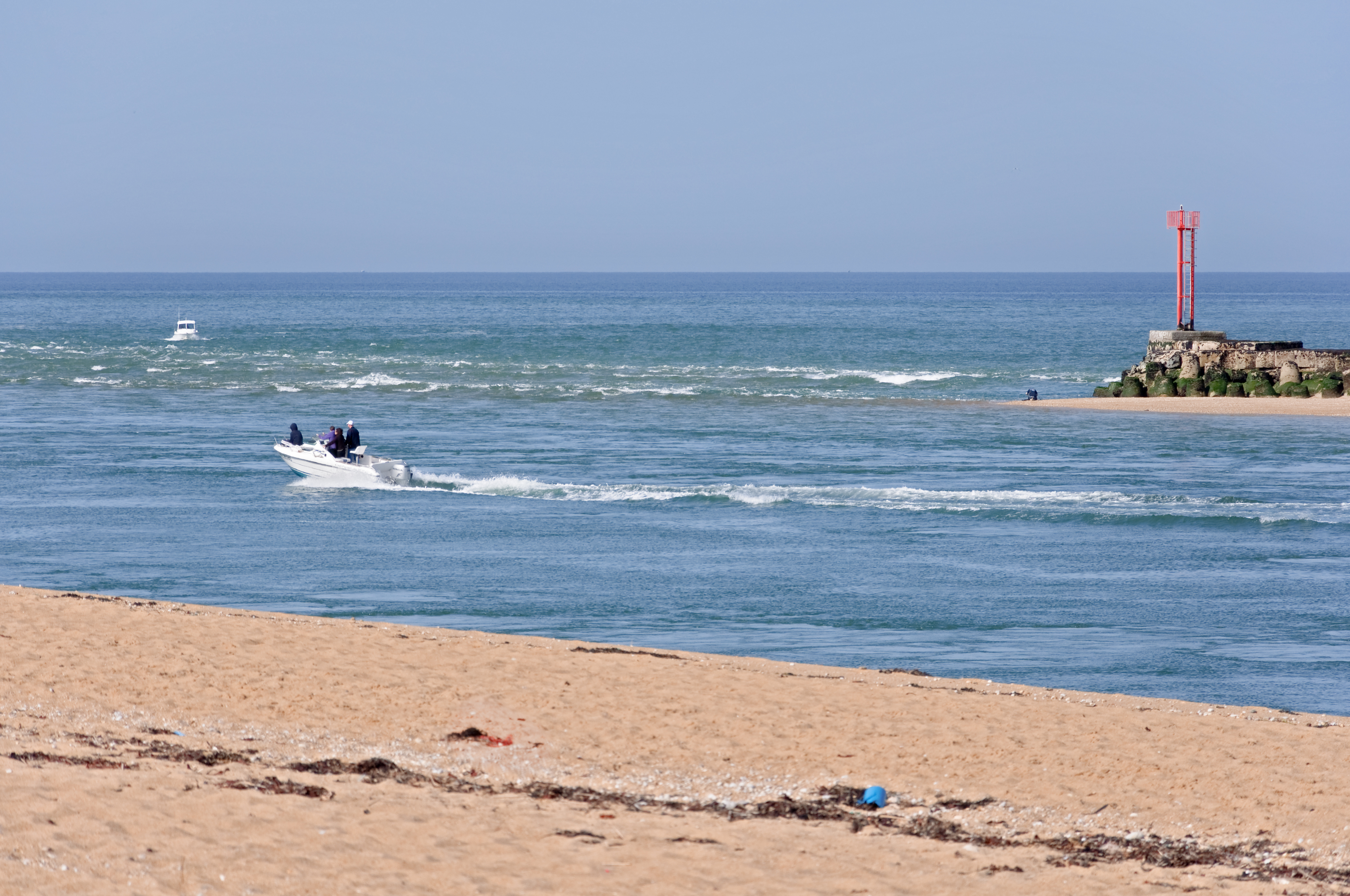
La barre d'Étel, à l'embouchure de la rivière d'Étel.

Une barre peut être provoquée par un banc de sable placé transversalement à l'embouchure d'un fleuve, créé par des accumulations d'alluvions et de sédiments. Par mauvais temps ou lors des fortes marées, ce banc de sable provoque de redoutables turbulences de l'eau qui peuvent interdire d'entrer ou de sortir du fleuve.